# Saison 2019 de l'équipe cycliste Deceuninck-Quick Step
La saison 2019 de l'équipe cycliste Deceuninck-Quick Step est la dix-septième de cette équipe.

## Préparation de la saison 2019

### Sponsors et financement de l'équipe
Deceuninck-Quick Step appartient à l'homme d'affaires tchèque Zdeněk Bakala, propriétaire de 2011 à 2018 de la société Decolef qui gère l'équipe,,,.
Elle porte le nom de son nouveau sponsor principal, le fabricant de portes et fenêtres en PVC Deceuninck (en), et de la marque de parquets et revêtements de sol Quick-Step, sponsor de l'équipe depuis sa création en 2003. Deceuninck s'est engagé pour trois ans à compter de 2019, avec une option de prolongation. Quick-Step, sponsor principal jusqu'alors, avait annoncé son intention de se mettre en retrait,.
Malgré ce changement de sponsor principal, le maillot de l'équipe est semblable aux saisons précédentes. Toujours fourni par l'entreprise belge, Vermarc (nl), il est bleu avec une bande blanche sur le torse. Le logo de Deceuninck est mis en évidence dans cette dernière. Il remplace celui de Quick Step, placé plus bas.
Les coureurs de Deceuninck-Quick Step roulent sur les modèles S-Works Venge, S-Works Tarmac, S-Works Roubaix de Specialized Bicycle Components. Les potences, guidons, selles ainsi que les pneus sont également fournis par Specialized. Les vélos sont équipes de groupes Shimano Dura-Ace et de roues de marque Roval. L'équipe Bora-Hansgrohe utilise le même matériel que Deceuninck-Quick Step,.

### Arrivées et départs
Comme à son habitude, la formation belge s'est délestée de salaires importants (Terpstra, Gaviria) pour des coureurs de moindre renommée. Kittel, Dan Martin, Uran ou Tony Martin avaient précédemment quitté l'équipe à cause de leurs trop importantes revendications salariales.
| Remco Evenepoel            |                 |  |  |  |
| Mikkel Honoré              | Waoo            |  |  |  |
| Jannik Steimle (stagiaire) | Team Vorarlberg |  |  |  |
| Samuel Gaze (stagiaire)    |                 |  |  |  |

| Laurens De Plus       | Jumbo-Visma       |  |  |  |
| Fernando Gaviria      | UAE Team Emirates |  |  |  |
| Jhonatan Narváez      | Sky               |  |  |  |
| Maximilian Schachmann | Bora-Hansgrohe    |  |  |  |
| Niki Terpstra         | Direct Energie    |  |  |  |

## Déroulement de la saison

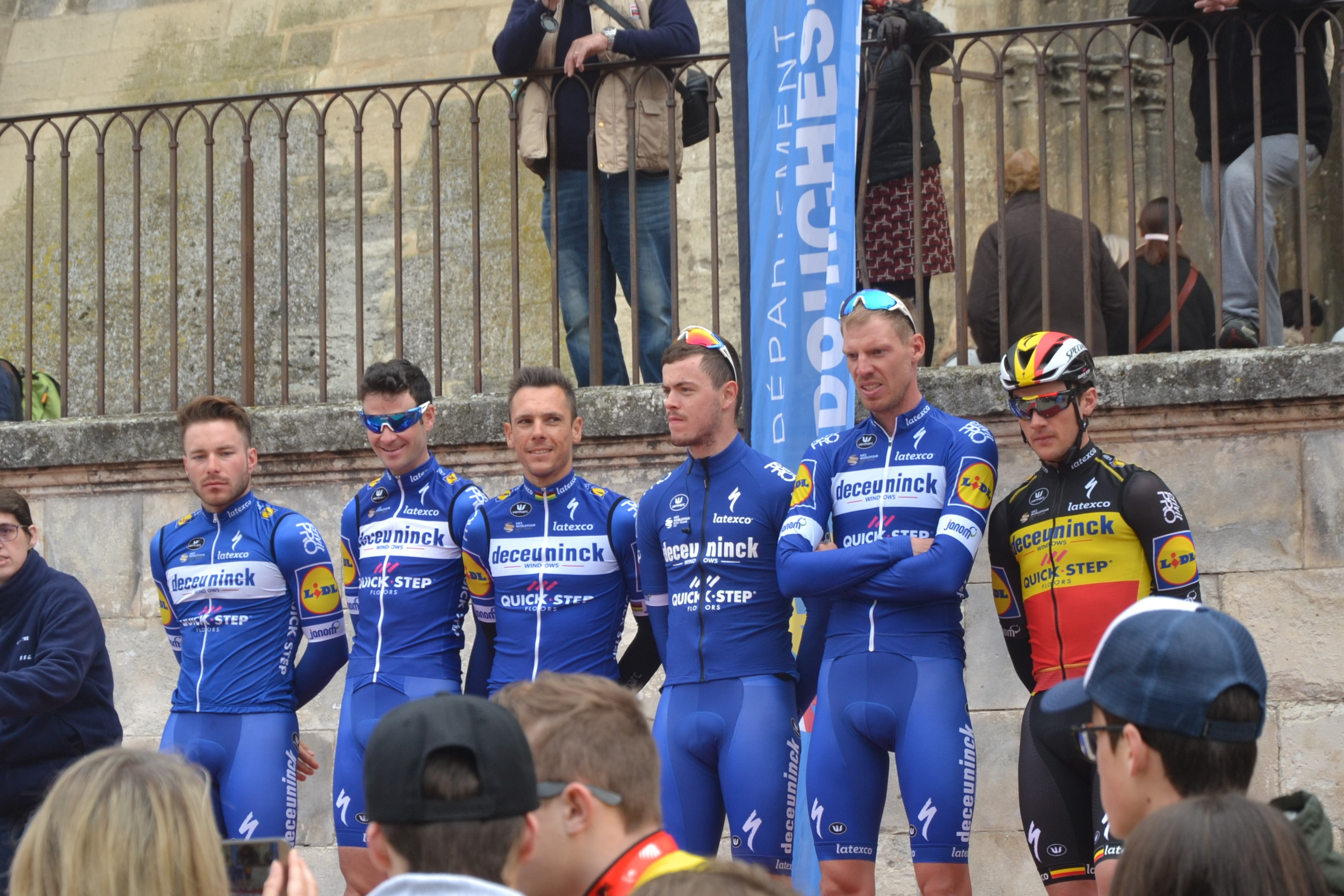
Présentation des équipes au départ d'Avignon, lors du Tour de la Provence 2019.

### Janvier
L'équipe Deceuninck-Quick Step aborde le premier mois de la saison 2019 autour de deux objectifs majeurs : les courses australiennes d'un côté (Down Under Classic, Tour Down Under, et la Cadel Evans Great Ocean Road Race) avec une équipe de rouleurs-sprinteurs, organisée autour d'Elia Viviani et la Vuelta a San Juan avec Julian Alaphilippe et Alvaro Hodeg, pour viser des victoires d'étapes.
L'équipe cycliste belge débute le 13 janvier 2019, par le critérium Down Under Classic à Adélaïde. Rémi Cavagna, Dries Devenyns, Mikkel Honoré, James Knox, Michael Mørkøv, Fabio Sabatini et Elia Viviani sont alignés au départ de la course. L'objectif pour l'équipe est simple, une victoire de leur sprinteur Elia Viviani dans le sprint final. L'équipe s'organise donc, dès le début de la course, avec ses rouleurs, pour maintenir les échappés à bonne portée avant de les rattraper à trente minutes de l'arrivée. Viviani se retrouve ainsi très bien placé sous la flamme rouge emmené par Mørkøv et Sabatini, mais une chute emporte dans le dernier virage une partie du peloton dont le leader de l'équipe, enlevant ainsi tout espoir d'un bon résultat. La course est finalement remportée par le sprinteur de l'équipe Lotto-Soudal Caleb Ewan. Le mieux classé de l'équipe est Mikkel Honoré  qui accroche la 13e place.
Deux jours plus tard, l'équipe débute parfaitement la première étape du Tour Down Under, première course de l'UCI World Tour avec la victoire d'étape pour Elia Viviani et le maillot de leader en bonus. Lors de cette étape, l'équipe belge contrôle parfaitement la course grâce au travail de ses rouleurs Rémi Cavagna et James Knox en tête du peloton. Elia Viviani, bien placé dans les roues de Mørkøv et Sabatini, règle au sprint Max Walscheid et Jakub Mareczko et s'empare du maillot ocre de leader.
Le lendemain, comme lors de la première étape l'équipe Deceuninck-Quick Step se hisse en tête du peloton pour contrôler la course et l'échappée. Cette dernière est reprise très tôt à 55 kilomètres de l'arrivée, permettant ainsi à Matthieu Ladagnous de tenter sa chance dans les derniers kilomètres de la course. Grâce au travail important de Rémi Cavagna, le coureur français est à son tour repris à trois kilomètres de la ligne. Une chute massive, cependant dans le dernier kilomètre, vient perturber le train de l'équipe belge et empêche Elia Viviani de s'imposer une deuxième fois sur le Tour Down Under. Le sprinteur italien termine septième, ce qui lui permet de garder le maillot bleu de leader du classement par points avec 24 points. Patrick Bevin, vainqueur de l'étape du jour, s'empare de la première place du classement général.
La troisième étape du tour australien est réservée aux puncheurs-sprinteurs. Elia Vivani s'échappe donc dès les premiers kilomètres de l'étape avec six autres coureurs pour tenter de conforter son maillot bleu de leader du classement par points. L'italien passe premier aux deux sprints intermédiaires, mais l'échappée est reprise avant le circuit final autour d'Urailda. Dans la dernière côte, le coureur belge Dries Devenyns tente sa chance, ce qui lui permet d'accrocher la 15e place de l'étape et d'entrer ainsi dans le top 20 du classement général. Au classement par points, Elia Viviani se retrouve finalement deuxième à seulement deux points de Peter Sagan, qui a remporté l'étape du jour.
La quatrième étape du Tour Down Under a comme principale difficulté la "Corkscrew Climb". Rémi Cavagna tente sa chance dans les débuts de l'ascension avant d'être repris rapidement par le peloton. C'est finalement dans les pourcentages les plus difficiles de l'ascension que les attaques ont été tranchantes, laissant ainsi partir quatre coureurs. Le belge Drie Devenyns en restant au contact des favoris tout au long de la montée et de la descente du col, prend la 11e place de l'étape dans le même groupe de la vainqueur de l'étape Daryl Impey. Il fait ainsi un bon rapproché au classement général en prenant la 12e place.
Après deux étapes plus vallonnées, les coureurs se retrouvent pour une étape de 149 kilomètres consacrée au pur sprinteur. L'équipe s'organise autour d'Elia Viviani toujours en lice pour le maillot bleu du classement par point. Une première échappée de trois hommes se forment dès le début de l'étape, seulement ces derniers sont repris comme lors de la deuxième étape très tôt dans la course. C'est ce qui permet une nouvelle fois à Ladagnous, accompagné d'Aidan Toovey, d'attaquer dans les derniers kilomètres de l'étape. À cause de forts vents de travers, certaines équipes tentent, sans grande réussite, de créer des bordures dans un peloton sous tension. Malgré une chute dans les 10 derniers kilomètres, c'est un peloton groupé qui s'est présenté sous la flamme rouge. Elia Viviani, pourtant bien emmené une nouvelle fois par ses poissons pilotes Mørkøv et Sabatini, ne prend que la cinquième place dans un sprint remporté par Jasper Philipsen. Ce troisième top 10 de la saison permet à l'italien d'accrocher une solide troisième place au classement par points. Au classement général, Drie Devenyns ne s'est pas fait piéger par une bordure et peu toujours espérer entrer dans le top 10 pour le classement général final.
Pour cette dernière étape, la course se termine par la double ascension du fameux Willunga Hill. Après avoir rattrapé les sept fugitifs de l'échappée matinale, le peloton s'est engagé dans le circuit final à Willunga. Lors de la deuxième ascension, le leader du classement général Patrick Bevin s'est fait distancer, laissant une ouverture pour les favoris. Face aux nombreuses attaques, Dries Devenyns a su rester dans les roues et termine à la dixième place de l'étape, remportée par Richie Porte. Le coureur de 35 ans, qui débute sa 13e saison professionnelle, remonte donc de deux places au classement général de la course et accroche un top 10 pour l'équipe  Deceuninck-Quick Step.
Une semaine plus tard, le même groupe dispute la Cadel Evans Great Ocean Road Race.L'équipe belge grâce à ses rouleurs contrôle bien la course et reprend l'échappée matinale. Elia Viviani s'y impose à nouveau et bat Caleb Ewan. Le sprinteur est parfaitement emmené par Michael Mørkøv qui termine septième.
La première étape du Tour San Juan permet à Remco Evenepoel de faire ses grands débuts professionnels au sein de la formation belge à seulement 19 ans. Il devient le plus jeune coureur du World Tour de la saison. Petr Vakoč quant à lui fait son grand retour après 16 mois de blessure. Les autres coureurs alignés sont Álvaro José Hodeg Chagüi, Julian Alaphilippe, Iljo Keisse et Maximiliano Richeze Araquistain. L'équipe belge est donc polyvalente, capable d'aller chercher des victoires à la fois sur les étapes plates et vallonnées. La première étape, après avoir l'échappée matinale, se finit sans surprise par un sprint sous tension remporté par le Colombien Fernando Gaviria. Le sprinteur de la Deceuninck-Quick Step, Hodeg, termine à la cinquième place.
En raison de températures élevées les organisateurs de la course ont raccourci la deuxième étape. L'échappée initiale composée d'un seul coureur est reprise dans les 10 derniers kilomètres de l'étape grâce à un important travail des rouleurs de l'équipe belge. Cela permet à Julian Alaphilippe de placer une attaque tranchante dans la dernière côte de la course suivie seulement par deux autres coureurs. Après avoir lâché ses deux compagnons dans la descente le français vient remporter sa première victoire de la saison. Il prend la deuxième place du classement général derrière Gaviria toujours leader. Le jeune Evenepoel après avoir travaillé toute la journée pour son leader termine dans le peloton principal et s'empare du maillot vert de meilleur jeune de la course.
La troisième étape est un contre-la-montre de 12 km permettant au leaders des différentes équipes de bien se placer pour le général. Après un très bon contre-la-montre Julian Alaphilippe vient s'imposer pour la deuxième fois sur le Tour San Juan. Il boucle le parcours en 13 minutes et 41 secondes. Il prend ainsi la tête du classement général en prenant plus de dix-huit secondes sur son dauphin Gaviria. Remco Evenepoel après un impressionnant contre-la-montre accroche le podium en prenant la troisième place. Il conforte son maillot vert en prenant 35 secondes d'avance sur Gino Mäder et prend la quatrième place du général.
La quatrième étape longue de 185 kilomètres est la plus longue de la course. Comme à son habitude lors des étapes de plaine, l'équipe Deceuninck Quick-Step se retrouve à l'avant du peloton. À l'image de l'excellent travail de Petr Vakoč, l'objectif est de contrôler la course et de rattraper les échappés. Bien emmené par son poisson pilote Richeze, Alvaro Hodeg décroche son premier podium de l'année lors du sprint final. Il finit troisième derrière Gaviria et Peter Sagan.
Après une journée de repos, les coureurs se retrouvent pour l'étape de montagne de la course. La course commence mal pour les coureurs de la Deceuninck Quick-Step, Julian Alaphilippe et Petr Vakoč sont pris dans une importante chute. Après un travail important de l'équipe, Alaphilippe est ramené dans le peloton. L'équipe belge avec Hodeg et Vakoč prend alors les commandes de la course pour reprendre du temps sur l'échappée de 15 coureurs. Au pied de la dernière difficulté, le coureur de la Movistar Winner Anacona tente de distancer les favoris. Remco Evenepoel produit alors un effort très important pour tenter de ramener son leader Alaphilippe dans sa roue. Après de nombreuses attaques, Alaphilippe durcit son effort dans les trois derniers kilomètres mais les forts vents contraires l'empêchent de garder la première place du général. Le coureur français finit 17e de l'étape à 57 secondes du nouveau leader de la course Anacona. Julian Alaphilippe se retrouve donc relégué d'une place au général, mais le jeune Evenepoel sauve son maillot de meilleur jeune de deux secondes devant Mäder toujours deuxième.
Après une importante étape de montagne, les coureurs se retrouvent de nouveau pour une étape de plaine réservée aux sprinteurs. Cependant, l'échappée du jour composée de quatre coureurs résiste au retour du peloton en ayant encore trois minutes d'avances dans les vingt derniers kilomètres. Le final de la course plutôt chaotique, scinde le peloton en plusieurs groupes à cause de la pluie et de forts vents. Alaphilippe et Richeze réussissent à finir dans le top 10, respectivement 6e et 9e à quelques secondes du vainqueur Nicolás Tivani. Remco Evenepoel auteur d'une course intelligente garde son maillot distinctif.
La dernière étape du Tour de San Juan se termine par une boucle autour de San Juan. Lors du sprint final le sprinteur colombien Hodeg termine deuxième derrière Sam Bennett de la Bora-Hansgrohe. Il accroche ainsi son deuxième podium de la course. Au classement général Julian Alaphilippe termine finalement deuxième à 35 secondes de Winner Anacona. Remco Evenepoel pour sa première course professionnel termine lui aussi dans le top 10 (9e) et s'empare de son premier maillot distinctif : « J'étais venu ici sans aucune attente particulière car je n'étais pas dans la meilleure forme, donc obtenir le maillot vert, un podium d'étape et la neuvième place au classement général est vraiment génial. Je suis fier de ce que j'ai fait ici et de ce que j'ai appris, ce fut un excellent début de saison et j'espère qu'à partir d'ici, je vais continuer sur ma lancée ». L'équipe belge reste l'équipe la plus performante depuis que la course a été élevée au classement UCI il y a trois ans, avec neuf victoires d'étapes.
L'équipe cycliste belge Deceuninck Quick-Step commence très bien sa saison avec déjà, à la fin du mois de janvier, quatre victoires d'étape. Deux victoires pour Elia Viviani et deux victoires pour Julian Alaphilippe. Le français en plus de ses victoires décroche son premier podium de la saison au classement général. Ce mois de janvier a aussi vu éclore le jeune Remco Evenepoel qui remporte dès sa première course un top 10 et le classement du meilleur jeune de la Vuelta a San Juan.

## Coureurs et encadrement technique

### Effectif
| Cycliste            | Date de naissance | Nationalité      | Équipe 2018       |  |
| ------------------- | ----------------- | ---------------- | ----------------- |  |
| Julian Alaphilippe  | 11 juin 1992      | France           | Quick-Step Floors |  |
| Kasper Asgreen      | 8 février 1995    | Danemark         | Quick-Step Floors |  |
| Eros Capecchi       | 13 juin 1986      | Italie           | Quick-Step Floors |  |
| Rémi Cavagna        | 10 août 1995      | France           | Quick-Step Floors |  |
| Tim Declercq        | 21 mars 1989      | Belgique         | Quick-Step Floors |  |
| Dries Devenyns      | 22 juillet 1983   | Belgique         | Quick-Step Floors |  |
| Remco Evenepoel     | 25 janvier 2000   | Belgique         |                   |  |
| Philippe Gilbert    | 5 juillet 1982    | Belgique         | Quick-Step Floors |  |
| Álvaro Hodeg        | 16 septembre 1996 | Colombie         | Quick-Step Floors |  |
| Mikkel Honoré       | 21 janvier 1997   | Danemark         | Waoo              |  |
| Fabio Jakobsen      | 31 août 1996      | Pays-Bas         | Quick-Step Floors |  |
| Bob Jungels         | 22 septembre 1992 | Luxembourg       | Quick-Step Floors |  |
| Iljo Keisse         | 21 décembre 1982  | Belgique         | Quick-Step Floors |  |
| James Knox          | 4 novembre 1995   | Royaume-Uni      | Quick-Step Floors |  |
| Yves Lampaert       | 10 avril 1991     | Belgique         | Quick-Step Floors |  |
| Davide Martinelli   | 31 mai 1993       | Italie           | Quick-Step Floors |  |
| Enric Mas           | 1er juillet 1995  | Espagne          | Quick-Step Floors |  |
| Michael Mørkøv      | 30 avril 1985     | Danemark         | Quick-Step Floors |  |
| Maximiliano Richeze | 7 mars 1983       | Argentine        | Quick-Step Floors |  |
| Fabio Sabatini      | 18 février 1985   | Italie           | Quick-Step Floors |  |
| Florian Sénéchal    | 10 juillet 1993   | France           | Quick-Step Floors |  |
| Pieter Serry        | 21 novembre 1988  | Belgique         | Quick-Step Floors |  |
| Zdeněk Štybar       | 11 décembre 1985  | Tchéquie         | Quick-Step Floors |  |
| Petr Vakoč          | 11 juillet 1992   | Tchéquie         | Quick-Step Floors |  |
| Elia Viviani        | 7 février 1989    | Italie           | Quick-Step Floors |  |
| Stagiaire           | Date de naissance | Nationalité      | Équipe 2019       |  |
| Samuel Gaze         | 12 décembre 1995  | Nouvelle-Zélande |                   |  |
| Jannik Steimle      | 4 avril 1996      | Allemagne        | Vorarlberg-Santic |  |

### Encadrement
L'équipe Quick-Step Floors a pour directeur général Patrick Lefevere, à la tête de l'équipe depuis sa création. Sept directeurs sportifs encadrent les coureurs : Davide Bramati, Brian Holm, Wilfried Peeters, Tom Steels, Rik Van Slycke, Geert Van Bondt et Klaas Lodewyck, qui intègre l'encadrement de l'équipe en 2019,.

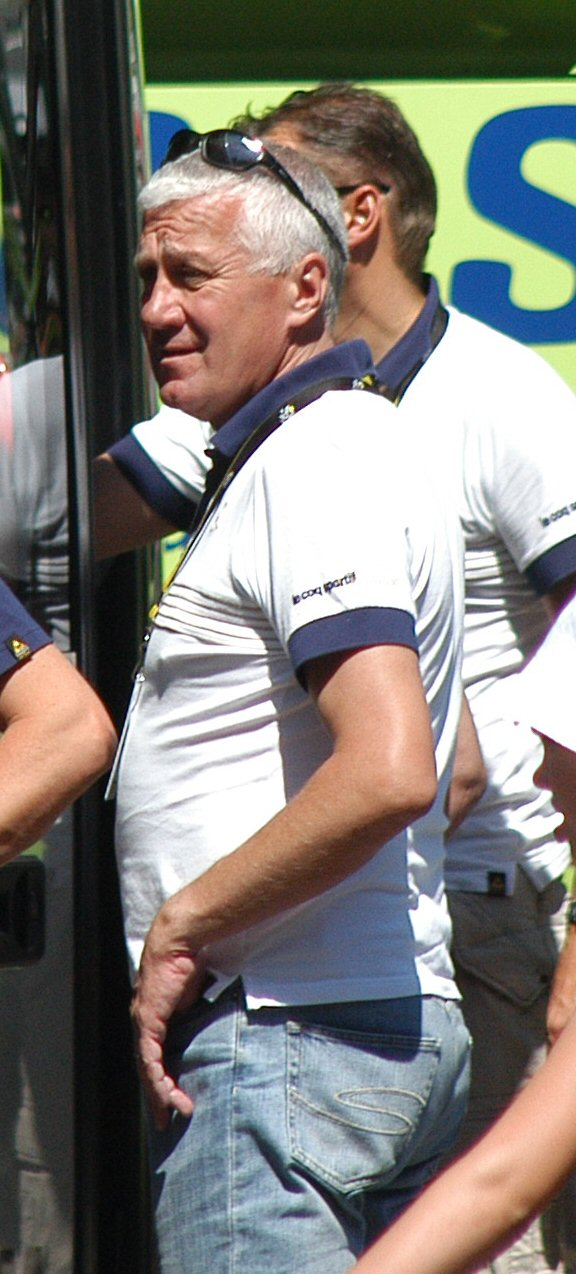
Patrick Lefevere  en 2007.
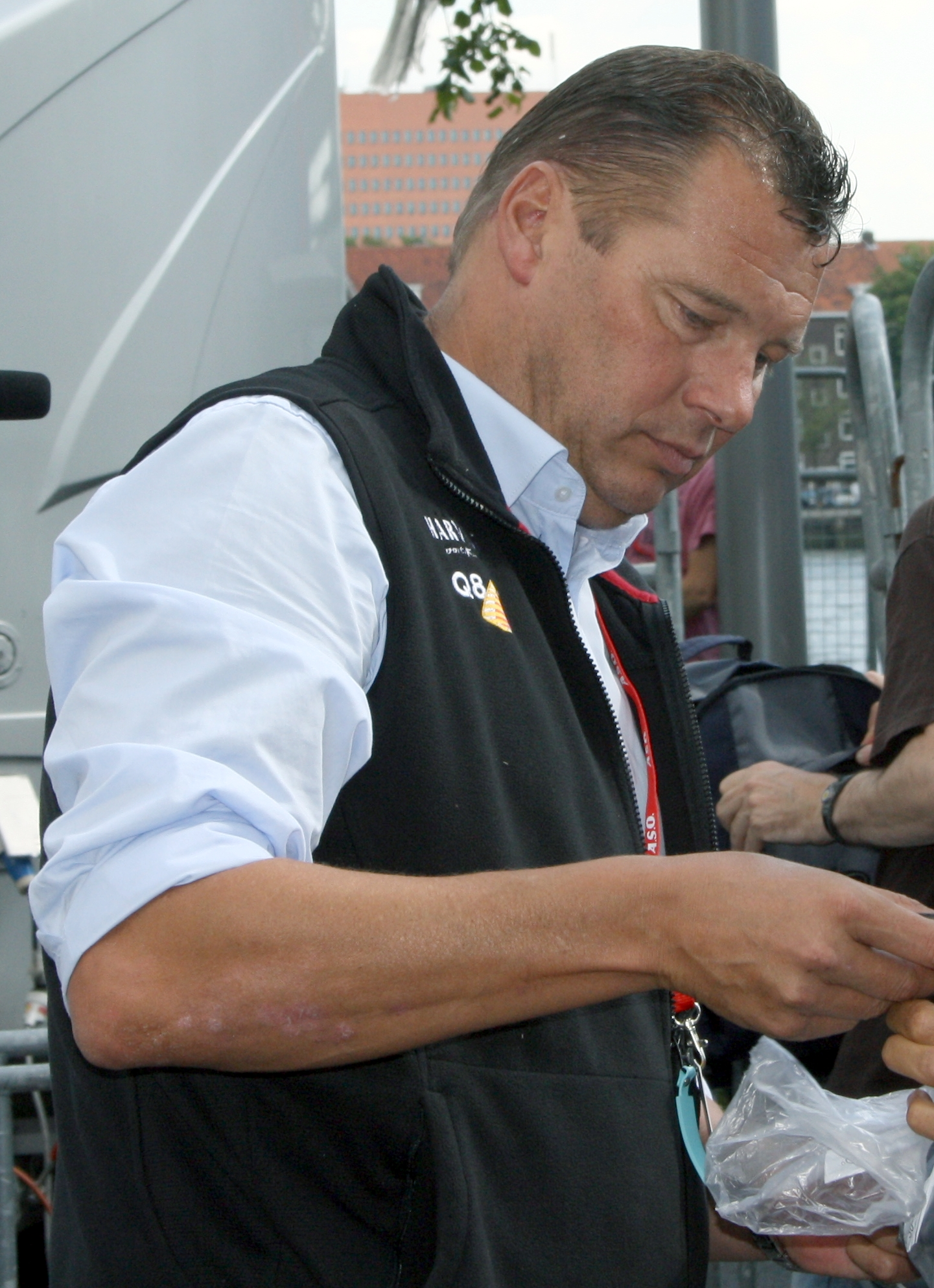
Wilfried Peeters en 2012.
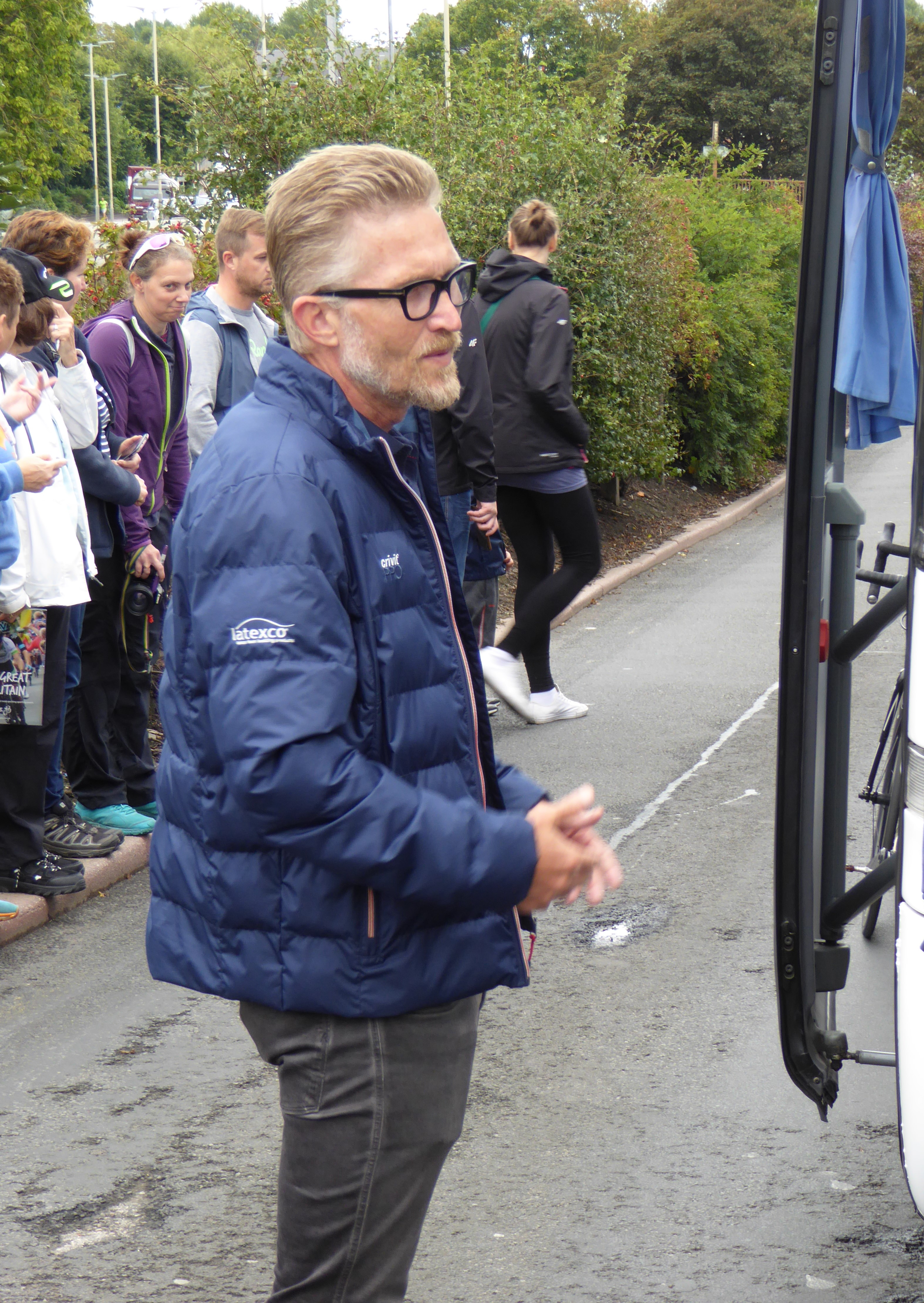
Brian Holm en 2016.
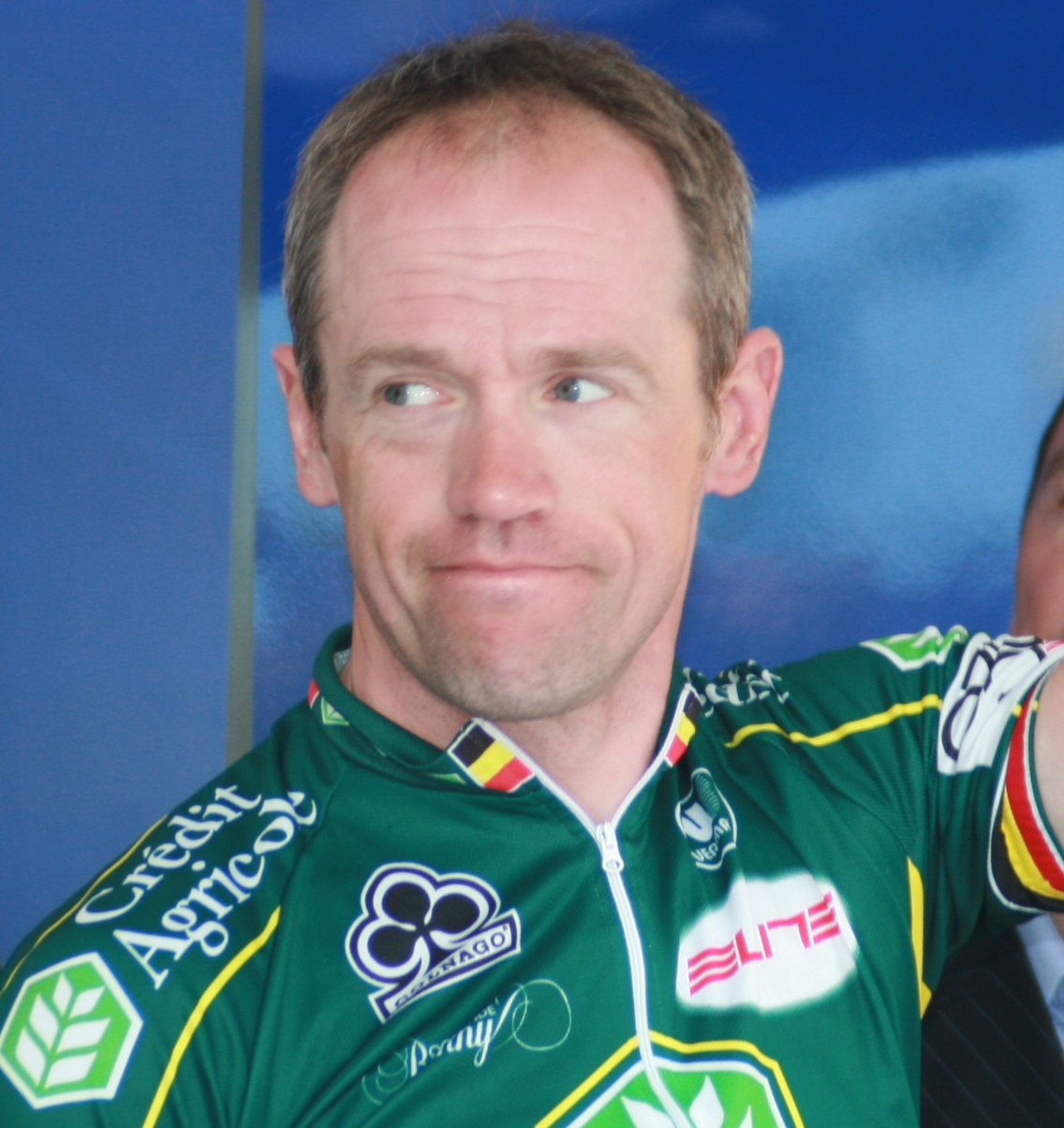
Tom Steels en 2008.
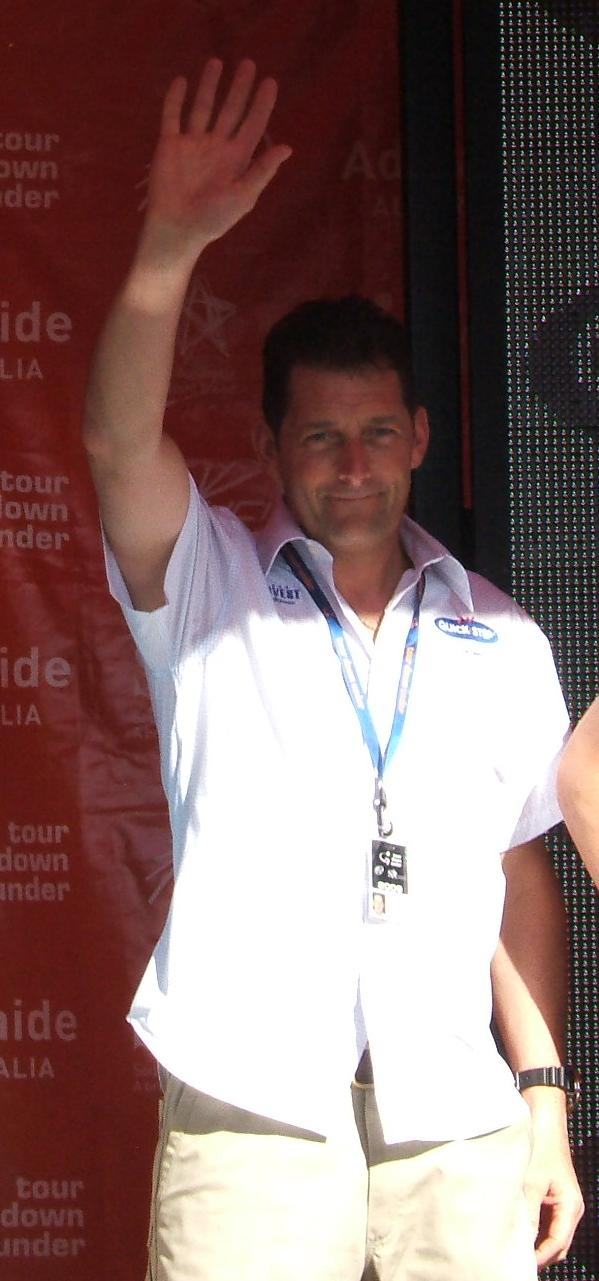
Rik Van Slycke en 2009.
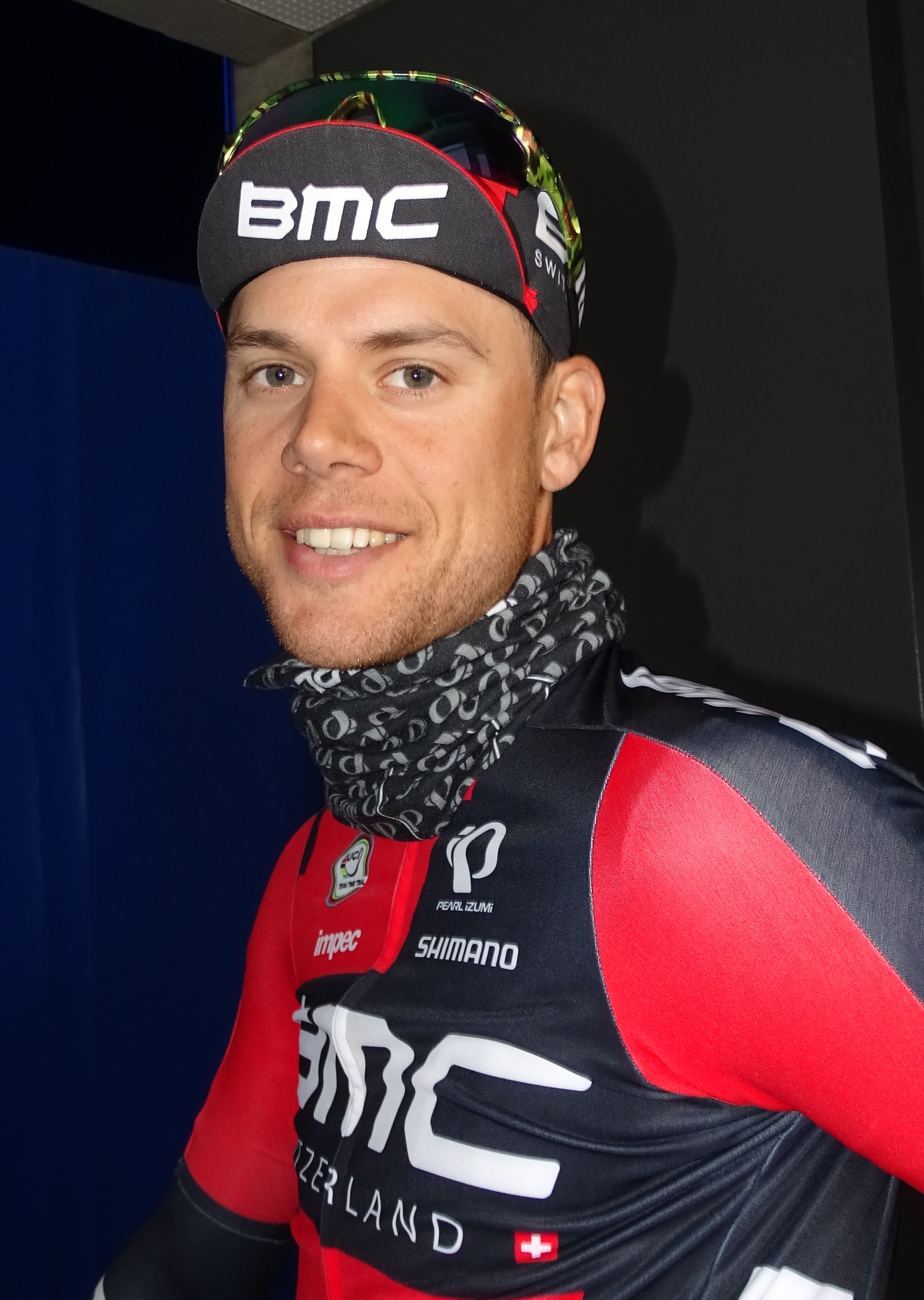
Klaas Lodewyck en 2015.

## Bilan de la saison

### Victoires
| Date         | Course                                        | Pays                | Classe | Vainqueur             |
| ------------ | --------------------------------------------- | ------------------- | ------ | --------------------- |
| 15 janvier   | 1re étape du Tour Down Under                  | Australie           | 2.UWT  | Elia Viviani          |
| 27 janvier   | Cadel Evans Great Ocean Road Race             | Australie           | 1.UWT  | Elia Viviani          |
| 29 janvier   | 2e étape du Tour de San Juan                  | Argentine           | 2.1    | Julian Alaphilippe    |
| 30 janvier   | 3e étape du Tour de San Juan                  | Argentine           | 2.1    | Julian Alaphilippe    |
| 13 février   | 2e étape du Tour Colombia                     | Colombie            | 2.1    | Álvaro Hodeg          |
| 15 février   | 4e étape du Tour Colombia                     | Colombie            | 2.1    | Bob Jungels           |
| 16 février   | 5e étape du Tour Colombia                     | Colombie            | 2.1    | Julian Alaphilippe    |
| 16 février   | 3e étape du Tour de La Provence               | France              | 2.1    | Philippe Gilbert      |
| 20 février   | 1re étape du Tour de l'Algarve                | Portugal            | 2.HC   | Fabio Jakobsen        |
| 24 février   | 5e étape du Tour de l'Algarve                 | Portugal            | 2.HC   | Zdeněk Štybar         |
| 28 février   | 5e étape de l'UAE Tour                        | Émirats arabes unis | 2.UWT  | Elia Viviani          |
| 2 mars       | Circuit Het Nieuwsblad                        | Belgique            | 1.UWT  | Zdeněk Štybar         |
| 3 mars       | Kuurne-Bruxelles-Kuurne                       | Belgique            | 1.HC   | Bob Jungels           |
| 5 mars       | Le Samyn                                      | Belgique            | 1.1    | Florian Sénéchal      |
| 9 mars       | Strade Bianche                                | Italie              | 1.UWT  | Julian Alaphilippe    |
| 14 mars      | 2e étape de Tirreno-Adriatico                 | Italie              | 2.UWT  | Julian Alaphilippe    |
| 15 mars      | 3e étape de Tirreno-Adriatico                 | Italie              | 2.UWT  | Elia Viviani          |
| 18 mars      | 6e étape de Tirreno-Adriatico                 | Italie              | 2.UWT  | Julian Alaphilippe    |
| 23 mars      | Milan-San Remo                                | Italie              | 1.UWT  | Julian Alaphilippe    |
| 29 mars      | Grand Prix E3 BinckBank Classic               | Belgique            | 1.UWT  | Zdeněk Štybar         |
| 8 avril      | 1re étape du Tour du Pays basque              | Espagne             | 2.UWT  | Julian Alaphilippe    |
| 10 avril     | Grand Prix de l'Escaut                        | Belgique            | 1.HC   | Fabio Jakobsen        |
| 14 avril     | Paris-Roubaix                                 | France              | 1.UWT  | Philippe Gilbert      |
| 18 avril     | 3e étape du Tour de Turquie                   | Turquie             | 2.UWT  | Fabio Jakobsen        |
| 24 avril     | Flèche wallonne                               | Belgique            | 1.UWT  | Julian Alaphilippe    |
| 28 avril     | Championnat d'Argentine sur route             | Argentine           | CN     | Maximiliano Richeze   |
| 13 mai       | 2e étape du Tour de Californie                | États-Unis          | 2.UWT  | Kasper Asgreen        |
| 14 mai       | 3e étape du Tour de Californie                | États-Unis          | 2.UWT  | Rémi Cavagna          |
| 15 mai       | 4e étape du Tour de Californie                | États-Unis          | 2.UWT  | Fabio Jakobsen        |
| 25 mai       | 2e étape des Hammer Series Stavanger          | Norvège             | 2.1    | Deceuninck-Quick Step |
| 29 mai       | 2e étape du Tour de Norvège                   | Norvège             | 2.HC   | Álvaro Hodeg          |
| 7 juin       | 1re étape des Hammer Limburg                  | Pays-Bas            | 2.1    | Deceuninck-Quick Step |
| 8 juin       | 2e étape des Hammer Limburg                   | Pays-Bas            | 2.1    | Deceuninck-Quick Step |
| 9 juin       | Classement général des Hammer Limburg         | Pays-Bas            | 2.1    | Deceuninck-Quick Step |
| 13 juin      | 2e étape du Tour de Belgique                  | Belgique            | 2.HC   | Remco Evenepoel       |
| 14 juin      | 6e étape du Critérium du Dauphiné             | France              | 2.UWT  | Julian Alaphilippe    |
| 16 juin      | Classement général du Tour de Belgique        | Belgique            | 2.HC   | Remco Evenepoel       |
| 18 juin      | 4e étape du Tour de Suisse                    | Suisse              | 2.UWT  | Elia Viviani          |
| 19 juin      | 5e étape du Tour de Suisse                    | Suisse              | 2.UWT  | Elia Viviani          |
| 22 juin      | 8e étape du Tour de Suisse                    | Suisse              | 2.UWT  | Yves Lampaert         |
| 22 juin      | Flèche de Heist                               | Belgique            | 1.1    | Álvaro Hodeg          |
| 27 juin      | Championnat du Danemark du contre-la-montre   | Danemark            | CN     | Kasper Asgreen        |
| 28 juin      | Championnat du Luxembourg du contre-la-montre | Luxembourg          | CN     | Bob Jungels           |
| 30 juin      | Championnat du Danemark sur route             | Danemark            | CN     | Michael Mørkøv        |
| 30 juin      | Championnat du Luxembourg sur route           | Luxembourg          | CN     | Bob Jungels           |
| 30 juin      | Championnat des Pays-Bas sur route            | Pays-Bas            | CN     | Fabio Jakobsen        |
| 8 juillet    | 3e étape du Tour de France                    | France              | 2.UWT  | Julian Alaphilippe    |
| 9 juillet    | 4e étape du Tour de France                    | France              | 2.UWT  | Elia Viviani          |
| 19 juillet   | 13e étape du Tour de France                   | France              | 2.UWT  | Julian Alaphilippe    |
| 25 juillet   | 1re étape de l'Adriatica Ionica Race          | Italie              | 2.1    | Álvaro Hodeg          |
| 27 juillet   | 3e étape de l'Adriatica Ionica Race           | Italie              | 2.1    | Remco Evenepoel       |
| 28 juillet   | 4e étape de l'Adriatica Ionica Race           | Italie              | 2.1    | Álvaro Hodeg          |
| 3 août       | Classique de Saint-Sébastien                  | Espagne             | 1.UWT  | Remco Evenepoel       |
| 4 août       | RideLondon-Surrey Classic                     | Royaume-Uni         | 1.UWT  | Elia Viviani          |
| 16 août      | 5e étape du BinckBank Tour                    | Belgique            | 2.UWT  | Álvaro Hodeg          |
| 25 août      | EuroEyes Cyclassics                           | Allemagne           | 1.UWT  | Elia Viviani          |
| 27 août      | 4e étape du Tour d'Espagne                    | Espagne             | 2.UWT  | Fabio Jakobsen        |
| 31 août      | 4e étape du Tour d'Allemagne                  | Allemagne           | 2.HC   | Kasper Asgreen        |
| 5 septembre  | 12e étape du Tour d'Espagne                   | Espagne             | 2.UWT  | Philippe Gilbert      |
| 11 septembre | 17e étape du Tour d'Espagne                   | Espagne             | 2.UWT  | Philippe Gilbert      |
| 13 septembre | 19e étape du Tour d'Espagne                   | Espagne             | 2.UWT  | Rémi Cavagna          |
| 15 septembre | 21e étape du Tour d'Espagne                   | Espagne             | 2.UWT  | Fabio Jakobsen        |
| 20 septembre | Championnat des Flandres                      | Belgique            | 1.1    | Jannik Steimle        |
| 21 septembre | 4e étape du Tour de Slovaquie                 | Slovénie            | 2.1    | Elia Viviani          |
| 21 septembre | Classement général du Tour de Slovaquie       | Slovénie            | 2.1    | Yves Lampaert         |
| 3 octobre    | Tour de Münster                               | Allemagne           | 1.HC   | Álvaro Hodeg          |

### Résultats sur les courses majeures
Les tableaux suivants représentent les résultats de l'équipe dans les principales courses du calendrier international (les cinq classiques majeures et les trois grands tours). Pour chaque épreuve est indiqué le meilleur coureur de l'équipe, son classement ainsi que les accessits obtenus par Deceuninck-Quick Step sur les courses de trois semaines.

#### Classiques
| Classique            | Milan-San Remo           | Tour des Flandres   | Paris-Roubaix          | Liège-Bastogne-Liège     | Tour de Lombardie |
| -------------------- | ------------------------ | ------------------- | ---------------------- | ------------------------ | ----------------- |
| Coureur (classement) | Julian Alaphilippe (1er) | Kasper Asgreen (2e) | Philippe Gilbert (1er) | Julian Alaphilippe (16e) | Enric Mas (13e)   |

#### Grands tours
| Grand tour           | Tour d'Italie     | Tour de France                                                                                 | Tour d'Espagne                                                                |
| -------------------- | ----------------- | ---------------------------------------------------------------------------------------------- | ----------------------------------------------------------------------------- |
| Coureur (classement) | Bob Jungels (33e) | Julian Alaphilippe (5e)                                                                        | James Knox (11e)                                                              |
| Accessits            | -                 | 3 victoires d'étapes (Julian Alaphilippe (2), Elia Viviani) Supercombatif (Julian Alaphilippe) | 5 victoires d'étapes (Fabio Jakobsen (2), Philippe Gilbert (2), Rémi Cavagna) |